# 달 충돌형 탐사선

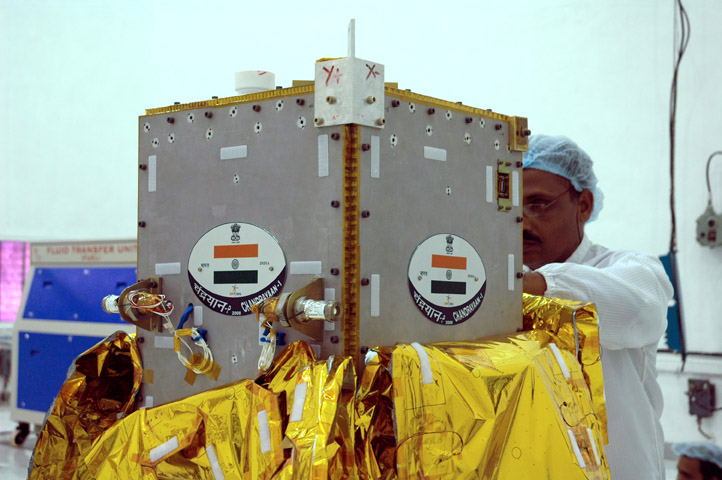

달 충돌형 탐사선(영어: Moon Impact Probe, MIP)은 인도의 국립 우주 기구인 인도우주연구기구에서 2008년 10월 22일 PSLV로 발사된 찬드라얀 1호에서 분리된 달 탐사선이다. 달 충돌형 탐사선은 달에서 물을 발견하기도 하였다.
달 충돌형 탐사선은 2008년 11월 14일 20시 6분에 찬드라얀 1호에서 분리되었고, 하강 후 계획대로 달의 남극 부분에 충돌했다. 탐사선은 20시 31분 새클턴 충돌구에 충돌했고, 궤도선들이 물이나 얼음의 존재를 분석해낼 수 있는 파편들을 분출시켰다. 이 탐사선이 충돌한 이후 인도우주연구기구는 다섯 번째로 달의 표면에 도달한 기관이 되었다. 다른 기관들로는 소련, 미국 항공우주국, 유럽 우주국(현재 약 20개국이 가입되어 있다)과 일본 우주항공연구개발기구가 있다.

## 칼람의 목표
이 탐사선은 인도의 대통령인 압둘 칼람이 찬드라얀 위성에 다른 탐사선을 포함시키면 더 과학적으로 될 것이라고 생각한 데서 유래했다. 칼람은 추후 달이 일부 몇 국가에게는 남아있을 수 없다고, 또 인도는 그 몇 국가에 포함되어서는 안 된다고 생각했다. 타임스 오브 인디아는 칼람 대통령의 정치적 동기를 보고 "그는 만약 이 작업이 끝난다면 인도는 달의 "지분 일부를 주장"할 수 있을 것이라고 믿었다"라고 보도했다. 동시에 인디언 익스프레스는 칼람을 보고 "어떤 국가도 달의 소유권을 주장할 수는 없다. 달의 자원은 공유되어야 하며, 그것이 바로 달 탐사의 목적이다."와 같이 보도했다.

## 임무 목표
달 충돌형 탐사선의 주요 목표는, 달의 특정 지점에 도달하는 기술을 시험하는 것과 미래의 연착륙 탐사선에 필요한 기술을 연구, 가까운 거리에서 달을 과학적으로 연구하는 것이었다.
탐사선은 달 표면에 충돌하여 물이나 얼음, 유기물, 또는 기타 물질을 표면에서 분출시켜 찬드라얀 탐사선이 분석하는 방식으로 설계되었다.

## 구성 및 페이로드
달 충돌형 탐사선은 3개의 장비를 실었다.
- 전파 고도계 – 하강시 탐사선의 고도를 측정하고 미래의 연착륙 탐사에 대한 정보를 제공한다. 작동 대역폭은 4.3 GHz ± 100 MHz 대역이었다.
- 비디오 화상 시스템 – 하강 시 달 표면 영상을 가까이서 얻었다. 비디오 화상 시스템은 아날로그 CCD 카메라로 이루어졌다.
- CHACE 페이로드 기반 질량 분석기 – 하강 시 달 대기권의 구성 성분을 측정하였다. 질량 분해능 0.5 amu의 사중극자 질량 분석계를 사용하였으며, 분압 1.3×10−11 파스칼의 민감성을 지니고 있었다.

탐사선은 장비와 페이로드가 샌드위치 구조를 띄고 있었으며, 모선인 찬드라얀의 볼 잠금 분리 시스템에 장착되었다. 고체 연료가 탐사선을 달 궤도에서 벗어나게 했으며, 회전 안정화 추진기들이 화상 시스템을 안정화해 하강하며 사진을 찍는다.
탐사선의 외부 표면은 양극 산화 처리된 타원형 알루미늄 판이었고, 넓이는 120 mm X 180 mm였다. 판에는 인도 국가의 이미지가 묘사되었으며, 인도의 국장과 "진리만이 승리한다"라는 단어가 갖춰졌다. 이 판은 탐사선의 4개 측면 모두에 장착되었다. 인도우주연구기구 사양에 따라 이 판은 섭씨 영하 50도에서 영상 150도까지 버틸 수 있도록 설계되었다.

## 임무 연대표
달 충돌형 탐사선은 2008년 10월 22일 인도 표준시 06시 22분(협정 세계시 00시 52분)에 안드라프라데시 주 스리하리코타 섬에 있는 사티시 다완 우주 센터에서 찬드라얀 1호와 같이 PSLV 로켓의 개량형에 실려서 발사되었다.
달 충돌형 탐사선은 2008년 11월 14일 인도 표준시 20시 06분에 102km 달 극궤도에서 찬드라얀 1호로부터 분리되었다. 분리 후, 탐사선은 먼저 회전 안정화 추진기들이 작동되었고 이후 역추진 로켓들이 점화되어 탐사선을 충돌 궤도로 진입시켰다. 하강 중에도 탐사선은 찬드라얀 탐사선을 통해 지구로 계속해서 정보를 보내고 있었다. 25분 가량의 하강 후, 탐사선은 인도 표준시 20시 31분에 1.69 km/s(6100 km/h)로 달에 충돌했다. 충돌 후 탐사선은 파괴되었다. 탐사선은 달의 남극 지방인 새클턴 충돌구(남위 89°  서경 30°  / 남위 89°  서경 30° )에 충돌했고, 궤도선들이 얼음의 존재 유무를 분석할 수 있는 파편들을 분출시켰다.

## 물 발견
2009년 9월 25일, 인도우주연구기구는 달 충돌형 탐사선이 충돌 직전 물을 발견했었다고 발표했다. 이 발표는 2009년 9월 24일 사이언스 저널에 미국 항공우주국이 찬드라얀 1호에 실었던 달 광물 지도 작성기가 물을 발견했다는 발표 직후에 이루어졌다. 달 충돌형 탐사선은 달 광물 지도 작성기보다 살짝 앞서 물을 발견했다. 이 발표는 미국 항공우주국이 확실히 확인하기 전까지 이루어지지 않았었던 것이었다.
이는 달에 물이 존재하는가에 대한 오래된 질문을 달 충돌형 탐사선의 CHACE 페이로드(CHandra's Altitudinal Composition Explorer, 찬드라 고고도 성분 분석기)와 달 광물 지도 작성기가 답을 준 것이다. CHACE가 실린 달 충돌형 탐사선은 달의 남극을 향해 하강하던 중 달 대기권에서 수증기를 발견했고, 달 광물 지도 작성기는 원격 측정을 통해 얼음을 발견했다. 달 표면은 대기압이 무시할 수 있을 정도이고 물 자체의 압력도 강하기 때문에, 물은 액체 상태로 존재하지 못하고 얼음이나 수증기의 형태로 존재한다. 달 광물 지도 작성기가 원격 측정을 통해 달 표면의 97%를 분석해 고위도 지방에서 물을 발견했지만, CHACE 페이로드는 동경 14도 자오선을 따라 북위 45도 지점에서부터 남위 90도 지점, 98 킬로미터~250 미터 지역에서 수증기를 발견했다.

## 같이 보기
- 찬드라얀 1호
- LCROSS
- 가구야